# Tango Maruszka
Maruszka – popularne przedwojenne tango z lat 30. XX wieku. Muzyka holenderskiego muzyka Joopa de Leur (1900-1973), słowa napisał Günther Schwenn. Polskie słowa Andrzeja Własta.
Wykonywane w Polsce przez m.in. przez Stefana Witasa z orkiestrą taneczną Jerzego Gerta i nagrane w 1933 roku w wytwórni „Odeon”. Inne nagranie, dokonane przez Adama Astona zawarte zostało na płycie Syrena rekord 8515 z orkiestrą taneczną Syrena Rekord.

Maruszko, nie zapomnę nigdy cudnych oczu Twych.
Wiatr szumi, próżno chciałabyś od myśli uciec złych.